# ASKÖ Pasching
El Arbeitsgemeinschaft für Sport und Körperkultur in Österreich Pasching (en español: Grupo de Trabajo para el Deporte y la Cultura Corporal en Austria de Pasching), conocido simplemente como ASKÖ Pasching, fue un equipo de fútbol austriaco de la localidad de Pasching que jugó en la Bundesliga, la liga de fútbol más importante del país.
Fue fundado en el año 1946 en la ciudad de Pasching con el nombre ATSV Pasching, el cual cambiaron por el de ASKÖ Pasching en 1986 y fue el segundo equipo de Austria que comenzó desde la Cuarta División y llegó a la Primera División ganando ascensos de manera consecutiva, jugando la Bundesliga por primera vez en la Temporada 2002/03, donde jugó por 6 temporadas. Tuvo varios nombres por razones de patrocinio, como SV PlusCity y FC Superfund.
Nunca llegó a ganar el título de la Bundesliga ni tampoco ganó el torneo de Copa y no jugó la Supercopa, pero llegó a participar en 4 torneos continentales, donde su mejor participación fue en la Copa Intertoto de 2003/04, en la que perdió la final ante el FC Schalke 04 de Alemania.
El equipo desapareció en el año 2007, cuando la franquicia se trasladó a la ciudad de Klagenfurt y se rebautizó con el nombre SK Austria Kärnten por tener insolvencia económica, aunque en ese año nació el equipo que se dice es el sucesor, el FC Pasching.

## Participación en competiciones de la UEFA
- Copa UEFA: 3 apariciones

2005 - Segunda ronda clasificatoria
2006 - Segunda ronda clasificatoria
2007 - Primera ronda
- Copa Intertoto: 1 aparición

2004 - Finalista

### Partidos en UEFA
| Temporada | Torneo         | Ronda            | Club                 | Casa | Visita | Global |
| --------- | -------------- | ---------------- | -------------------- | ---- | ------ | ------ |
| 2003/04   | Copa Intertoto | 1                | WIT Georgia          | 1-0  | 1-2    | 2-2    |
| 2003/04   | Copa Intertoto | 2                | FK Pobeda            | 2-1  | 1-1    | 3-2    |
| 2003/04   | Copa Intertoto | 3                | Tobol Kostanay       | 3-0  | 1-0    | 4-0    |
| 2003/04   | Copa Intertoto | Semifinales      | Werder Bremen        | 4-0  | 1-1    | 5-1    |
| 2003/04   | Copa Intertoto | Final            | Schalke 04           | 0-2  | 0-0    | 0-2    |
| 2004/05   | Copa UEFA      | Clasificatoria 2 | Zenit St. Petersburg | 3-1  | 0-2    | 3-3    |
| 2005/06   | Copa UEFA      | Clasificatoria 2 | Zenit St. Petersburg | 2-2  | 1-1    | 3-3    |
| 2006/07   | Copa UEFA      | 1                | US Livorno           | 0-1  | 0-2    | 0-3    |

## Jugadores destacados
- Manuel Ortlechner
- Thomas Flögel